# Ragnarok (группа)
Ragnarok — блэк-метал-группа из Норвегии, образованная в 1994 году.

## История
Группа была основана в Сарпсборге в 1994 году ударником Йоном Братландом (норв. John Bratland) (более известен как Jontho) и бас-гитаристом Томом Рикардсеном (норв. Tom Richardsen) (более известен как Jerv). Также в первый состав входили гитарист под псевдонимом Rym и вокалист Thyme. Группа вскоре заключает контракт с лейблом Head Not Found и издает свой первый полноформатный альбом «Nattferd» в 1995 году, после релиза которого, они отыграли свой первый концерт.
В 1997 записывает второй альбом «Arising Realm». Через год в честь релиза этого альбома группа проводит своё первое европейское турне, вскоре после чего вокалист Thyme покинул группу. Позже в группу приходят два новых участника — гитарист под псевдонимом Sander и вокалист Astaroth, но недолго пробыв, Sander покидает группу.
В 2000 году группа выпускает свой третий альбом «Diabolical Age». Это последний альбом, где в роли вокалиста участвовал первый вокалист Thyme (альбом был записан до его ухода). Вскоре в 2001 году группу покидает Astaroth и в группу приходит вокалист и гитарист Lord Arcamous.
Позже группа подписывает контракт с Regain Records и 2002 году состоялся релиз четвертого альбома «In Nomine Satanas», после которого группу покидает Lord Arcamous.
В 2002 году в роли вокалиста выступает Hoest, известный также как участник группы Taake. C ним группа в 2004 году записывает альбом «Blackdoor Miracle». В поддержку альбома группа выступила на множестве метал-фестивалях и дала серию концертов. В 2007 году из состава уходят бас-гитарист Jerv, вокалист Hoest и гитарист Rym.
В 2008 году на постоянную основу приходят участники под псевдонимами DezeptiCunt (бас-гитара), HansFyrste (вокал) и Brigge (гитара). В новом составе группа записывает и выпускает свой пятый альбом «Collectors of the King» в 2010 году, в поддержку которого группа провела тур и впервые выступила в России. После тура группу покидает Brigge и на его место встаёт гитарист Bolverk. В сентябре 2011 года лейбл Regain Records сообщает, что контракт с Ragnarok расторгнут, тем самым группа была вынуждена искать новый лейбл.
Вскоре группа подписывает контракт с Agonia Records и в 2012 году издает на нем шестой альбом «Malediction». В 2014 году группу покидает вокалист HansFyrste. В сентябре 2014 года было объявлено, что роль вокалиста займет ударник Jontho, а на место ударника в 2015 придёт Malignant. Также из состава уходит басист DezeptiCunt.
Весной 2016 года группа выпускает свой седьмой альбом под названием «Psychopathology».

## Состав
- Йон Томас «Jontho» Братланд — ударные (1994—2014), вокал (2014 — н. в.)
- Томас «Bolverk» Хансен — гитара (2010 — наши дни)
- Даниэль «Malignant» Минге — ударные (2015 — наши дни)

### Бывшие участники
- Даг Ронни «Thyme» Хансен — вокал (1994—1999)
- Александер «Sander» Лангшольт — гитара (1999—2000)
- Тор Эрик «Astaroth» Сименсен — вокал (2000—2001)
- Кристер «Lord Arcamous» Эвенсен — гитара, вокал (2001—2002)
- Эрьян «Hoest» Стедьеберг — вокал (2002—2007)
- Том «Jerv» Рикардсен — бас-гитара (1994—2007)
- Эйвинд «Rym» Тринборг — гитара (1994—2007)
- Brigge — гитара (2008—2010)
- HansFyrste — вокал (2008—2014)
- Свейн-Ивар «DezeptiCunt» Сарассен — бас-гитара (2008—2015)

## Дискография

### Студийные альбомы
- 1995 — Nattferd
- 1997 — Arising Realm
- 2000 — Diabolical Age
- 2002 — In Nomine Satanas
- 2004 — Blackdoor Miracle[3]
- 2010 — Collectors Of The King
- 2012 — Malediction[4]
- 2016 — Psychopathology
- 2019 — Non Debellicata

### Сборники
- 2016 — Chaos and Insanity Between 1994—2004

### Демоальбомы
- 1994 — Et Vinterland I Nord
- 1995 — Pagan Land